# Byblis subantarctica
Byblis subantarctica is een vlokreeftensoort uit de familie van de Ampeliscidae. De wetenschappelijke naam van de soort is voor het eerst geldig gepubliceerd in 1931 door Schellenberg.